# Rue Émile-Zola (Reims)
Pour les articles homonymes, voir Rue Émile-Zola.
La rue Émile-Zola est une voie de la commune française de Reims.

## Situation et accès
L'avenue de Laon appartient administrativement au Quartier Laon Zola - Neufchâtel - Orgeval à Reims et permet de joindre la place Saint-Timothée avec la place Luton, elle lie le centre de la ville avec le nord du département.

## Origine du nom
Elle porte le nom de l'écrivain français Émile Zola, né à Paris le 2 avril 1840 et décédé à Paris le 29 septembre 1902.

## Historique
En 1921 une partie de la rue de Neufchâtel, celle entre la place Luton et le boulevard de Laon, est baptisée rue Émile-Zola.

## Bâtiments remarquables et lieux de mémoire
Il existait un Cinéma Alhambra au 35 de la rue.

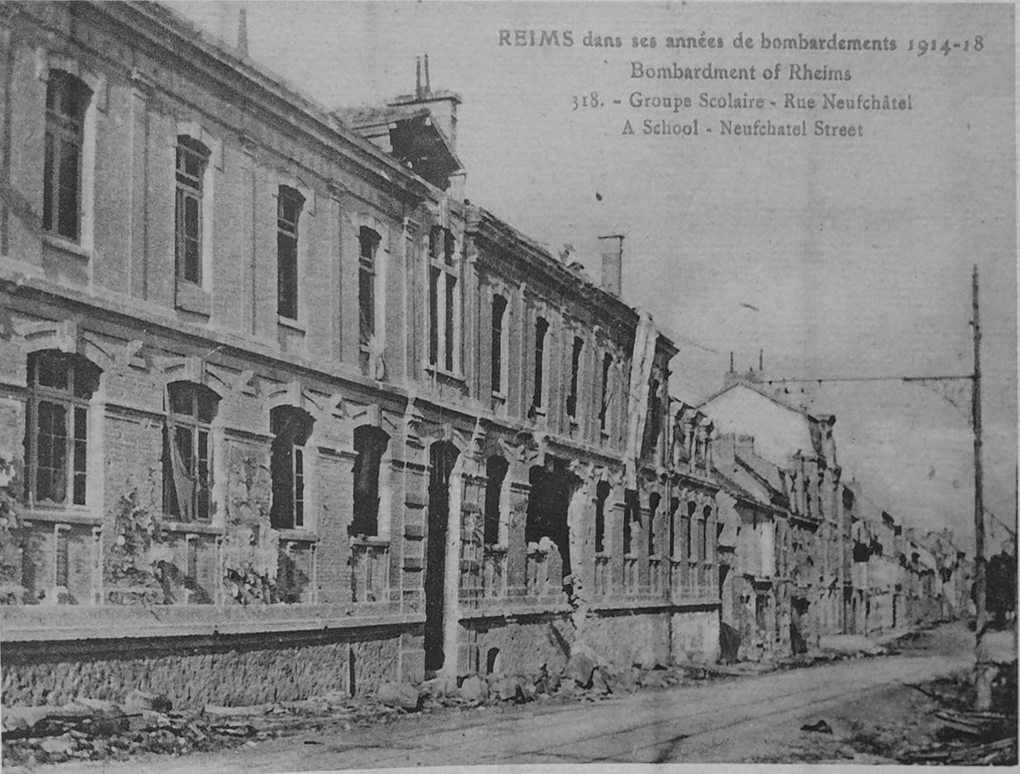
Les écoles de la rue endommagées par la Grande Guerre.